# Lucas Boyé
Lucas Ariel Boyé (San Gregorio, Santa Fe, Argentina, 28 de febrero de 1996) es un futbolista argentino con nacionalidad italiana que juega como delantero en el Granada C. F. de la Segunda División de España.

## Trayectoria

### Inicios
Arrancó a jugar a los cinco años en una Liga Amateur de su barrio, en la localidad de San Gregorio, Santa Fe, y paso muchísimas pruebas por varios equipos (uno de ellos Newell's Old Boys) hasta que River le abrió las puertas cuando tenía 14 años.

### C. A. River Plate
Fue convocado por Ramón Díaz para realizar la pretemporada en Salta en enero de 2014. Su debut no oficial se produjo el 29 de enero de 2014 en un amistoso frente a San Lorenzo de Almagro que se llevó a cabo en el Estadio Padre Martearena de dicha ciudad, reemplazando a Jonathan Fabbro a los 23 del segundo tiempo, partido que terminó 1-3 a favor del conjunto azulgrana.
Días más tarde volvería a jugar en el primer equipo en un nuevo amistoso, esta vez frente a la selección de la provincia de San Luis, ingresando al comienzo del complemento en reemplazo de Daniel Villalva, partido que terminara 3-1 a favor de su equipo. Realizó su debut oficial frente a Ferro, en los 16avos de final de la Copa Argentina 2013-14, en lo que sería un empate 0-0 y posterior triunfo por penales 6-5.
Hizo su debut en la Primera División, en el empate 1-1, frente a Gimnasia y Esgrima La Plata por la primera fecha del Torneo Transición 2014. El 31 de agosto, cuatro fechas más tarde, convierte su primer gol en Primera División, el tercero en el partido que su equipo ganó por 3-1 ante San Lorenzo como visitante, el gol sería tras una asistencia de pelota parada de Tomás Martínez que tiro al centro del área y Lucas Boyé, de cabeza, puso el resultado final del partido.

### A. E. K.
En julio de 2018 llegó cedido desde el Torino F. C. por un año con un cargo de medio millón de € y una opción de compra de 6 millones de €.

### Reading F. C.
El 2 de agosto de 2019 el Torino F. C. lo cedió una temporada al Reading F. C.

### Elche C. F.
El 21 de septiembre de 2020 se confirmó su fichaje por el Elche C. F. de la Primera División de España, cedido por el Torino F. C. durante una temporada. El 13 de mayo de 2021 el conjunto ilicitano anunció que había ejercido la opción de compra que acordaron ambos clubes.

### Granada C.F
El 30 de agosto de 2023 se confirmó su fichaje por el Granada C.F. de la Primera División de España, a cambio de 6 millones de euros por el 70% de su pase. Se incluye una serie de variables, pudiendo llegar a tener el 90% del pase del futbolista. Firmaba por 4 temporadas.

## Selección nacional

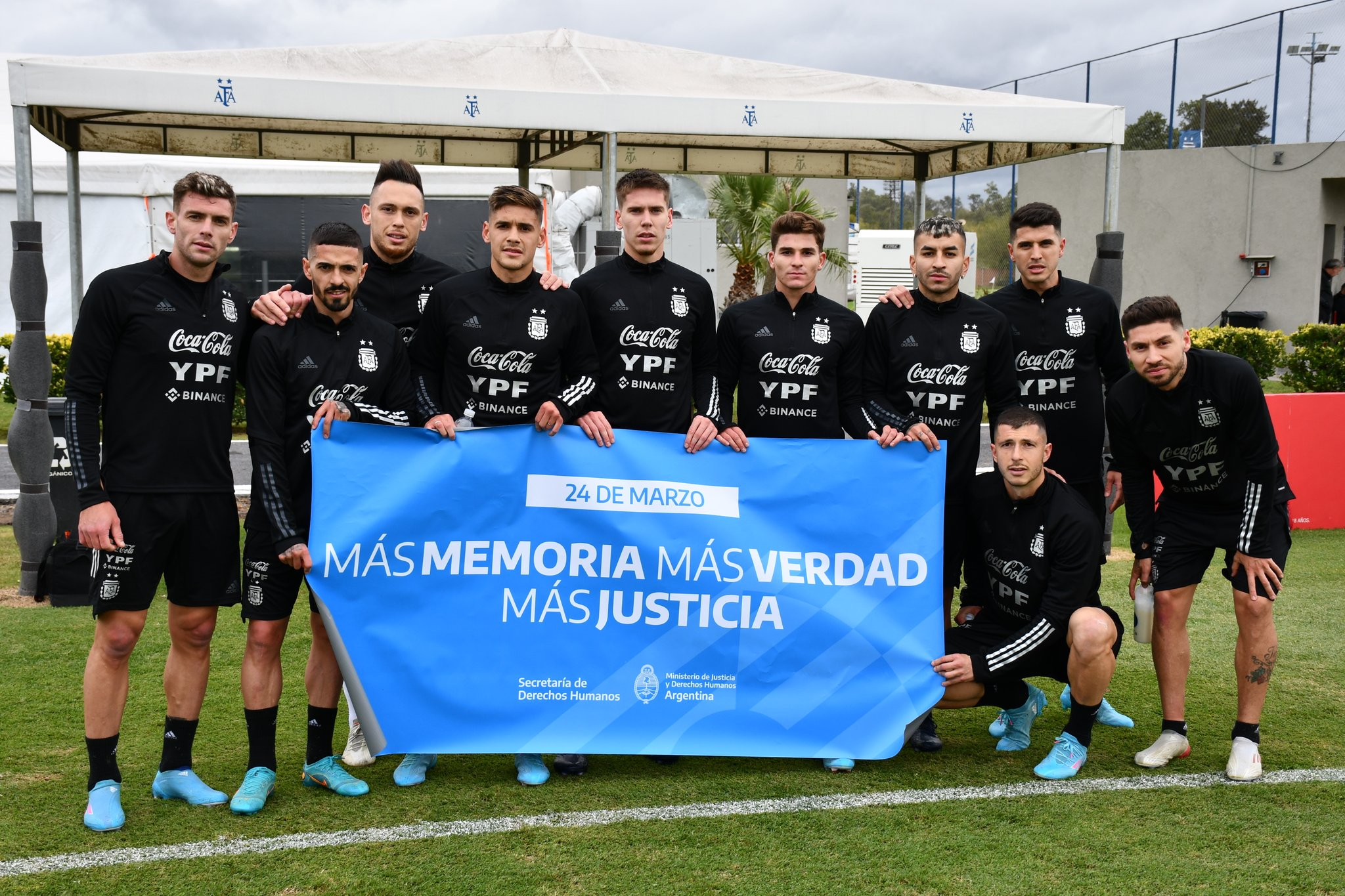
Boyé, primero por la izquierda, en un entrenamiento de la selección argentina en marzo de 2022.

El 6 de marzo de 2022 sería incluido en la lista preliminar de convocados por Lionel Scaloni a la selección argentina para la doble fecha eliminatoria rumbo a la Copa Mundial de Catar, frente a Venezuela y Ecuador, posteriormente sería incluido en la lista absoluta el 18 de marzo. Debutaría el 25 de marzo en la victoria por 3-0 frente a Venezuela, reemplazando a Nicolás González en el minuto 88.

## Estadísticas

### Clubes
Actualizado al último partido disputado el 1 de junio de 2025.
| Club                              | Div.          | Temporada     | Liga  | Liga  | Liga   | Copas nacionales | Copas nacionales | Copas nacionales | Copas internacionales | Copas internacionales | Copas internacionales | Total | Total | Total  | Media goleadora |
| Club                              | Div.          | Temporada     | Part. | Goles | Asist. | Part.            | Goles            | Asist.           | Part.                 | Goles                 | Asist.                | Part. | Goles | Asist. | Media goleadora |
| --------------------------------- | ------------- | ------------- | ----- | ----- | ------ | ---------------- | ---------------- | ---------------- | --------------------- | --------------------- | --------------------- | ----- | ----- | ------ | --------------- |
| C. A. River Plate Argentina       | 1.ª           | 2014          | 17    | 1     | 0      | 3                | 0                | 0                | 6                     | 0                     | 0                     | 26    | 1     | 3      | 0.04            |
| C. A. River Plate Argentina       | 1.ª           | 2015          | 9     | 1     | 0      | 2                | 0                | 0                | —                     | —                     | —                     | 11    | 1     | 0      | 0.09            |
| C. A. River Plate Argentina       | Total club    | Total club    | 26    | 2     | 0      | 5                | 0                | 0                | 6                     | 0                     | 0                     | 37    | 2     | 0      | 0.05            |
| C. A. Newell's Old Boys Argentina | 1.ª           | 2015          | 7     | 1     | 1      | 0                | 0                | 0                | —                     | —                     | —                     | 7     | 1     | 1      | 0.14            |
| C. A. Newell's Old Boys Argentina | 1.ª           | 2016          | 16    | 1     | 3      | 1                | 0                | 0                | —                     | —                     | —                     | 17    | 1     | 3      | 0.06            |
| C. A. Newell's Old Boys Argentina | Total club    | Total club    | 23    | 2     | 4      | 1                | 0                | 0                | 0                     | 0                     | 0                     | 24    | 2     | 4      | 0.08            |
| Torino F. C. · Italia             | 1.ª           | 2016-17       | 30    | 1     | 2      | 3                | 2                | 0                | —                     | —                     | —                     | 33    | 3     | 2      | 0.09            |
| Torino F. C. · Italia             | 1.ª           | 2017-18       | 11    | 0     | 1      | 3                | 0                | 0                | —                     | —                     | —                     | 14    | 0     | 1      | 0               |
| Torino F. C. · Italia             | Total club    | Total club    | 41    | 1     | 3      | 6                | 2                | 0                | 0                     | 0                     | 0                     | 47    | 3     | 3      | 0.06            |
| R. C. Celta de Vigo · España      | 1.ª           | 2017-18       | 13    | 0     | 0      | —                | —                | —                | —                     | —                     | —                     | 13    | 0     | 0      | 0               |
| R. C. Celta de Vigo · España      | Total club    | Total club    | 13    | 0     | 0      | 0                | 0                | 0                | 0                     | 0                     | 0                     | 13    | 0     | 0      | 0               |
| A. E. K. · Grecia                 | 1.ª           | 2018-19       | 23    | 6     | 1      | 9                | 0                | 1                | 4                     | 0                     | 0                     | 36    | 6     | 2      | 0.17            |
| A. E. K. · Grecia                 | Total club    | Total club    | 23    | 6     | 1      | 9                | 0                | 1                | 4                     | 0                     | 0                     | 36    | 6     | 2      | 0.17            |
| Reading F. C. Inglaterra          | 2.ª           | 2019-20       | 19    | 0     | 0      | 5                | 2                | 1                | —                     | —                     | —                     | 24    | 2     | 1      | 0.08            |
| Reading F. C. Inglaterra          | Total club    | Total club    | 19    | 0     | 0      | 5                | 2                | 1                | 0                     | 0                     | 0                     | 24    | 2     | 1      | 0.08            |
| Elche C. F. · España              | 1.ª           | 2020-21       | 34    | 7     | 2      | 2                | 1                | 1                | —                     | —                     | —                     | 36    | 8     | 3      | 0.22            |
| Elche C. F. · España              | 1.ª           | 2021-22       | 24    | 7     | 3      | 0                | 0                | 0                | —                     | —                     | —                     | 24    | 7     | 3      | 0.29            |
| Elche C. F. · España              | 1.ª           | 2022-23       | 35    | 7     | 3      | 2                | 0                | 1                | —                     | —                     | —                     | 37    | 7     | 4      | 0.19            |
| Elche C. F. · España              | 2.ª           | 2023-24       | 3     | 1     | 0      | —                | —                | —                | —                     | —                     | —                     | 3     | 1     | 0      | 0.33            |
| Elche C. F. · España              | Total club    | Total club    | 96    | 22    | 8      | 4                | 1                | 2                | 0                     | 0                     | 0                     | 100   | 23    | 10     | 0.23            |
| Granada C. F. · España            | 1.ª           | 2023-24       | 31    | 6     | 3      | 0                | 0                | 0                | ―                     | ―                     | ―                     | 31    | 6     | 3      | 0.19            |
| Granada C. F. · España            | 2.ª           | 2024-25       | 33    | 10    | 5      | 0                | 0                | 0                | ―                     | ―                     | ―                     | 33    | 10    | 5      | 0.2             |
| Granada C. F. · España            | Total club    | Total club    | 64    | 16    | 8      | 0                | 0                | 0                | 0                     | 0                     | 0                     | 64    | 16    | 8      | 0.21            |
| Total carrera                     | Total carrera | Total carrera | 305   | 49    | 24     | 30               | 5                | 4                | 10                    | 0                     | 0                     | 345   | 54    | 28     | 0.15            |

## Palmarés

### Campeonatos internacionales
| Título            | Club              | Sede         | Año  |
| ----------------- | ----------------- | ------------ | ---- |
| Copa Sudamericana | C. A. River Plate | Buenos Aires | 2014 |

## Vida personal
Nació en San Gregorio, un pueblo al sur de la provincia de Santa Fe. Su familia está constituida por su padre, su madre y su hermano. No tiene parentesco con el exfutbolista Mario Boyé, ídolo de Boca Juniors y Racing Club.